# Jeremias Friedrich Reuß
Jeremias Friedrich Reuß (Württemberg, 8 dicembre 1700 – Tubinga, 6 marzo 1777) è stato un teologo tedesco.

## Biografia
Reuss era il discepolo di Johann Albrecht Bengel nel monastero di Denkendorf, successivamente studiò a Tubinga, dove lesse gli scritti dei mistici cattolici contemporanei. Su raccomandazione di Nicholas Ludwig von Zinzendorf, nel 1732 divenne cappellano del re danese Cristiano VI e professore di teologia all'Università di Copenaghen, dove pubblicò contro il movimento pietista. Era anche membro del comitato per il miglioramento della traduzione della Bibbia danese. Nel 1739-40 e nel 1748-49 servì come rettore dell'università.
Il 24 febbraio 1749 fu nominato sovrintendente generale e capo concistoro dei ducati di Schleswig e Holstein e si trasferì a Rendsburg. Nel 1757 divenne professore (professor primarius theologiae) all'Università di Tubinga e allo stesso tempo cancelliere dell'università, prevosto della Chiesa Collegiata di Tubinga, e abate titolare del monastero di Lorch.